# Планктон (персонаж)
Ше́лдон Джей Планкто́н (англ. Sheldon J. Plankton) — один из главных персонажей и главный антагонист американского мультсериала «Губка Боб Квадратные Штаны». Планктон является интеллектуальным планктонным копеподом, владеющим непопулярным рестораном и мечтающий завладеть секретной формулой крабсбургера. Был придуман морским биологом и художником-мультипликатором Стивеном Хилленбергом, а озвучен Мистером Лоуренсом (в русском дубляже — Юрием Меншагиным и Андреем Бархударовым).

## Роль в мультсериале «Губка Боб Квадратные Штаны»
Шелдон Планктон — одноглазый планктонный копепод, враг и бывший друг Юджина Крабса. Владелец ресторана «Помойное ведро» (англ. Chum Bucket), который располагается через дорогу от Красти Краба. Ресторан Планктона абсолютно не пользуется спросом из-за отвратительной еды (гниль), что является наживкой, состоящей из рыбьих частей. В детстве он и Юджин Крабс были лучшими друзьями, но их спор по поводу секретной формулы крабсбургера положил конец их дружбе. Основной целью Планктона является вывести Крабса из бизнеса, обеспечить монополию в индустрии фастфуда и выкрасть секретную формулу крабсбургера. Если он и побеждает Крабса, его всегда останавливает Губка Боб.
Планктон — очень умелый изобретатель. Он часто создаёт изобретения, которые могут помочь в его целях. Хоть Планктон использует свой интеллект для зла, он не начинал свою деятельность как злобный учёный — он создал Карен в школьные годы во время его дружбы с Крабсом. Известная в ранних сериях фраза Планктона «Я окончил колледж!» была произнесена для показания интеллекта персонажа. Также Планктон имеет завышенную самооценку, но при этом он страдает комплексом неполноценности.
Планктон не имеет исключительно антагонистическую роль. Например, в фильме «Губка Боб в 3D» отбрасывает свою вражду с Губкой Бобом и работает вместе с ним ради общей цели. Газета «The Guardian» описала фильм, как «приятельский» между Губкой Бобом и Планктоном. Примечательно, что создатель мультсериала Стивен Хилленберг считает Планктона больше «карикатурой на злодея», чем действительно злым персонажем.

## Создание
Во время премьеры мультсериала Планктон не входил в состав главных героев. Мистер Лоуренс, озвучивающий Планктона, заявил, что после создания дебютной серии «Plankton!» Хилленберг не знал, будет ли Планктон появляться дальше. После записи Хилленберг сказал Лоуренсу: «Мы, вероятно, сделаем ещё одну серию Планктона в следующем году». В 2015 году Лоуренс сказал: «Изначально Планктон должен был появиться только в 1-2 сериях, но я был сценаристом мультсериала, и мне очень понравился этот персонаж». После первого появления Планктона, Лоуренс разработал некоторые собственные идеи для персонажа и передал их Хилленбергу. С тех пор Планктон начал появляться чаще. Лоуренс считает, что 3 сезон — это тот сезон, с которого Планктон становится главным героем.
Предварительные эскизы дизайна Планктона изображал его в роботизированном костюме, в который встроена система Карен. Костюм функционировал как способ увеличить присутствие Планктона, поскольку одно из первоначальных намерений Хилленберга состояло в том, чтобы персонаж был слишком мал, чтобы видеть без лупы. Однако аниматоры увеличили размер Планктона, чувствуя, что микроскопичность «не способствует тому, чтобы он взаимодействовал с другими персонажами».

### Озвучивание
Планктона озвучивает американский актёр Мистер Лоуренс. Голос Планктона возник, как подражание одному из друзей средней школы. На телевидении Лоуренс использовал этот голос для второстепенных персонажей мультсериала «Новая жизнь Рокко». Том Кенни посчитал его забавным, что привело к решению Лоуренса использовать его при прослушивании мультсериала «Губка Боб Квадратные Штаны». Лоуренс сначала опробовал роль Губки Боба, но Хилленберг отверг этот голос, так как Боб должен иметь более невинный голос. Поначалу Лоуренс озвучивал второстепенных персонажей, но позже ему предложили роль Планктона.

## Появление в других СМИ
Планктон был представлен в различных формах товаров мультсериала, включая видеоигры и фигурки. В 2006 году компания «Ty Inc.» представила плюшевую игрушку в виде Планктона. В 2007 году был выпущен набор Lego, основанный на ресторане «Помойное ведро». Четырнадцатый номер комикса «SpongeBob Comics» под названием «Комиксы Планктона» сосредоточен вокруг Планктона и включает в себя 6 историй. Также в 2013 году была выпущена видеоигра Планктоновой тематики «Plankton's Robotic Revenge».
В декабре 2011 года в австралийском океанариуме «Sea World» было организовано мероприятие «SpongeBob ParadePants», где имелся плот с говорящим Планктоном и Карен. В 2015 году была проведена реконструкция лаборатории Планктона для мероприятия Губки Боба в Мемориале Чан Кайши (город Тайбэй, Китайская Республика). В эту лабораторию входят миниатюрная статуя Планктона и Карен, которая функционирует как телевизор и показывает серии Губки Боба.